# 蒙提·派森的飛行馬戲團
《巨蟒剧团之飞翔的马戏团》（英語：Monty Python's Flying Circus），英国六人喜剧团体蒙提·派森的电视喜剧系列。
《蒙提·派森的飛行馬戲團》的首次演出是在1969年10月5日，當時是以電視短劇在英國廣播公司（BBC）的電視頻道中播放，一共推出了四輯，合共45集。六名主要成員分別為格雷厄姆·查普曼（Graham Chapman）、約翰·克里斯、泰瑞·吉連、埃里克·艾德尔（Eric Idle）、泰瑞·瓊斯（Terry Jones）及麥可·帕林（Michael Palin）。六人除了擔任演員外更負責撰寫劇本和設想情節，甚至是拍攝的工序。其中，短劇中不時加插泰瑞吉連創作的動畫，令到短劇增添了與當時一般劇作別具一格的表現手法。《蒙提·派森的飛行馬戲團》在當時以革新的電視喜劇模式發展，一定程度地影響了日後的英國喜劇。
由於深受歡迎的關係而為各劇中演員取得一定知名度，劇團各成員均先後轉到舞台劇、電影、唱片與書籍等領域作個人發展。
此外，编程语言Python的名字，就是因为Python的作者吉多·范罗苏姆特别喜欢《蒙提·派森飞行马戏团》而以此命名的。

## 外部連結
- 在Netflix上觀看《蒙提·派森的飛行馬戲團》
- 官方网站
- 互联网电影数据库（IMDb）上《蒙提·派森的飛行馬戲團》的资料（英文）
- 英國電影協會Screen Online （页面存档备份，存于）